# 秋傑站
秋傑站位於彭亨路（Jalan Pahang）、怡保路（Jalan Ipoh）與東姑阿都拉曼路（Jalan Tunku Abdul Rahman）交叉路口的上方，為吉隆坡單軌的車站之一，站名取自所在地名稱「秋傑」（Chow Kit）。

## 車站狀況
車站架空於彭亨路（Jalan Pahang）、怡保路（Jalan Ipoh）與東姑阿都拉曼路（Jalan Tunku Abdul Rahman）交叉路口的上方，為高架車站，於2003年8月31日開始營運。因位在秋傑地區，而被名為秋傑站（Chow Kit），該名稱源於英殖民時期的華商—陸秋傑。

## 利用狀況
因位在旅遊區及傳統馬來人商業範圍，本站人潮眾多，以馬來人與外勞為主，本區也是吉隆坡著名的紅燈區，為吉隆坡最早開發的地區之一。

## 車站構造
目前為高架車站，2個側式月台，兩個出入口，一個位於東姑阿都拉曼路（Jalan Tunku Abdul Rahman），另一個位於太子路（Jalan Raja Muda）。

### 車站樓層
| L2     | 月台         | 側式月台                                                                          |
| L2     | 月台         | 1號月台: 吉隆坡單軌 往 MR11 蒂蒂旺沙站 (→)                                        |
| L2     | 月台         | 2號月台: 吉隆坡單軌 往 MR1 吉隆坡中央車站 (←)                                     |
| L2     | 月台         | 側式月台                                                                          |
| L1     | 大廳，穿堂層 | 詢問處、自動售票機、驗票閘門、售票站、車站控制台、洗手間、祈禱室、電扶梯往/自出口 |
| 地面層 | 馬路         | 電扶梯出入口、樓梯出入口、計程車站                                                |

### 出入口
秋杰站共設有2座出入口，皆位于地面层。A口位于车站北侧和端姑阿都拉曼路（Jalan Tuanku Abdul Rahman）旁，设有楼梯和无障碍电梯及接驳巴士站。B口位于车站南侧和拉惹慕达阿都阿兹路（Jalan Raja Muda Abdul Aziz）旁，设有楼梯和无障碍电梯及接驳巴士站。
| 8 吉隆坡单轨列车车站 |                      |                                                                                                   |      |
|                      |                      |                                                                                                   |      |
| 编号                 | 指示                 | 设施 建议前往的目的地                                                                             | 图片 |
| A                    | 端姑阿都拉曼路 ·     | 接驳巴士站 秋杰路、拉惹劳勿路、双威布特拉商场、布特拉世界贸易中心站、吉隆坡世界贸易中心（WTC KL） |      |
| B                    | 拉惹慕达阿都阿兹路 · | 接驳巴士站 秋杰、甘榜峇鲁、吉隆坡医院、医药研究中心（Institut Penyelidikan Perubatan）、彭亨路    |      |

## 接驳交通
秋杰站也是综合交通中心，乘客可在秋杰站下車后与站外的巴士站轉乘不同的巴士路線前往吉隆坡北部各地。